# RSNスタジアム
RSNスタジアム（英: RSN Stadium）は、カンボジア・プノンペンにあるサッカー専用球技場。プノンペン・クラウンFCの本拠地である。

## 概要
2014年に完成したスタジアムで、全ての席が椅子席である。名前のRSNはプノンペン・クラウンのオーナーであるRithy Samnangから取られている。杮落しは2015年6月に行われたRSNユースカップであった。